# 15 × 104 мм Брно
15×104 мм Брно (15mm BESA) — чехословацкий крупнокалиберный патрон, разработанный в середине 1930-х гг. Патрон был создан чехословацкой компанией «Шкода» для крупнокалиберного пулемёта ZB-60.

## Описание
Выпускался патрон в нескольких разновидностях: оснащённый простой пулей (зачернённая пуля), бронебойной пулей (капсюль патрона по окружности залит лаком чёрного цвета), разрывной пулей (зачернённая пуля с латунным взрывателем) и холостой патрон (пуля изготовлена из дерева или картона).

## Оружие
- BESA
- ZB-60